# Scutellaria alpina
Espèce
Classification phylogénétique
Statut de conservation UICN

 LC  : Préoccupation mineure
Scutellaria alpina, la Scutellaire des Alpes, encore appelée Toque des Alpes, est une espèce de plantes à fleurs du genre Scutellaria et de la famille des Lamiaceae originaire d'Europe.

## Description

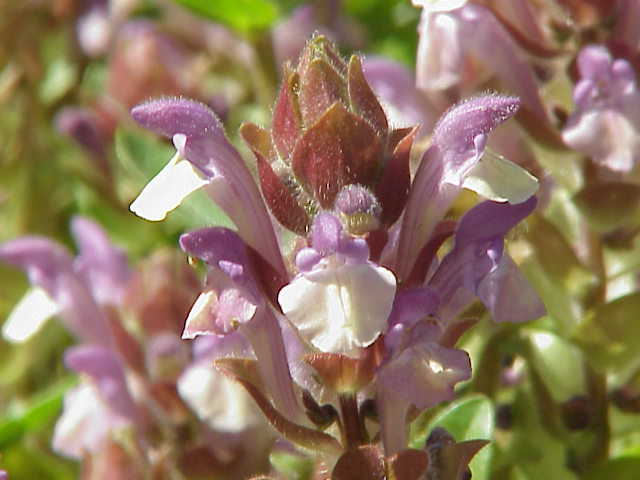
Scutellaire des Alpes.

C'est une plante de 10 à 40 cm de  hauteur, la tige rameuse à base ligneuse est couchée puis ascendante. Les feuilles ovales dentées à base arrondies sont portées par un pétiole court. Les fleurs sont groupées en épi terminal quadrangulaire dense sur des bractées parfois violacées; la corolle est bleu-violet de 2.5 à 3 cm de long, le tube et la lèvre inférieure sont blanchâtres. Le fruit est un akène pédicellé pubescent.

## Répartition
L'espèce est trouvée en Europe continentale (Albanie, Allemagne, Bulgarie, Espagne, France, Grèce, Italie, Roumanie, Suisse, ex-Yougoslavie).

## Statuts de protection, menaces
L'espèce n'est pas considérée comme étant menacée en France. En 2021 elle est classée Espèce de préoccupation mineure (LC) par l'UICN.
Toutefois localement l'espèce peut se raréfier: elle est considérée Vulnérable (VU) en Bourgogne.